# Encarsia gracilens
Encarsia gracilens är en stekelart som beskrevs av Huang och Andrew Polaszek 1998. Encarsia gracilens ingår i släktet Encarsia och familjen växtlussteklar. Inga underarter finns listade i Catalogue of Life.